# Xcacau Corona
Xcacau Corona is een corona op de planeet Venus. Xcacau Corona werd in 1997 genoemd naar Xcacau, een K'iche'-godin van de cacao en de fertiliteit in de Mayamythologie.
De corona heeft een diameter van 200 kilometer en bevindt zich in het quadrangle Henie (V-58). Gelegen ten zuidoosten van Aphrodite Terra, de grootste Venusiaanse Terra, wordt Xcacau Corona begrensd door twee grote vlaktes, Laimdota Planitia in het westen en Imapinua Planitia in het noordoosten. Xcacau Corona is verbonden met een andere corona op de zuidwestelijke flank, Latmikaik Corona, via een 600 kilometer lange vallei, Tellervo Chasma.